# رحلة ممتعة (فلم)
رحلة ممتعة (بالإنجليزية: Joy Ride)، هو فيلم رعب وإثارة تم إنتاجه في الولايات المتحدة، وصدر سنة ،2001 بطولة بول ووكر وليلي سوبيسكي وستيف زان.

## القصة
ينطلق الشاب لويس توماس في رحلة على الطريق من أجل مقابلة حبيبته؛ التي تدرس في الجامعة. في طريقه إلى هناك، يقوم لويس بدفع كفالة أخيه فولر ويقوم بإخراجه من السجن. يرغب فولر في قضاء وقت ممتع، ويقوم بمرافقة أخيه في طريقه إلى فينا. يشترك فولر ولويس في دعابة ثقيلة، ولكن الأمور تتعقد ويجد الثلاثة أنفسهم مطاردين من سائق مجنون.

## الميزانية والإيرادات
كلف الفيلم 23 مليون دولار أمريكي، وحقق قرابة 36.6 مليون دولار أمريكي.

## وصلات خارجية
- رحلة ممتعة على موقع IMDb (الإنجليزية)
- رحلة ممتعة على موقع ميتاكريتيك (الإنجليزية)
- رحلة ممتعة على موقع روتن توميتوز (الإنجليزية)
- رحلة ممتعة على موقع نتفليكس (الإنجليزية)
- رحلة ممتعة على موقع قاعدة بيانات الأفلام العربية
- رحلة ممتعة على موقع ألو سيني (الفرنسية)
- رحلة ممتعة على موقع Turner Classic Movies (الإنجليزية)
- رحلة ممتعة على موقع أول موفي (الإنجليزية)
- رحلة ممتعة على موقع بوكس أوفيس موجو (الإنجليزية)
- رحلة ممتعة على موقع فيلمافينيتي (الإسبانية)